# دانا باتجيريل
دانا باتجيريل (بالإنجليزية: Danaa Batgerel؛ مواليد 4 يوليو 1989) هو مُقاتل فنون قتالية مختلطة منغولي.

## وصلات خارجية
لا توجد روابط لمواقع التواصل الاجتماعي.

- دانا باتجيريل على موقع يو إف سي (الإنجليزية)
- دانا باتجيريل على موقع شيردوغ (الإنجليزية)
- دانا باتجيريل على موقع Tapology.com (الإنجليزية)